# Окатов, Александр Петрович
Александр Петрович Окатов (21 ноября 1889, Санкт-Петербург — 18 июня, 1953, Ленинград) — советский химик и инженер, известный своими работами в области использования силикагеля. Генерал-майор инженерно-технической службы (31.03.1943), доктор технических наук. Награждён Орденом Красного Знамени (1944).
В 1920-е годы преподавал в Военно-Инженерной Академии.
Работы учёного положили начало систематическому изучению влияния различных факторов на пористую структуру силикагеля. В 1930 году учёный зарегистрировал патент на способ получения кремниевого геля из силиката натрия.
Во время Великой Отечественной войны Окатов c семьёй был эвакуирован в Томск. В 1942 году в этом городе прошла научно-техническая конференция, на которой Окатов выступил с докладом «Коллоидная кремнекислота и её адсорбционные свойства». В 1944 году он также возглавлял группу общей химии Химико-металлургического института, которая занималась разработкой метода получения редкоземельных элементов из монацитовых песков.
В 1944 году был награждён Орденом Красного Знамени.
Скончался 18 июня 1953 года в Ленинграде. Похоронен на Серафимовском кладбище.

## Избранные работы
- Окатов А. П. Выдающееся изобретение // Хочу все знать. — 1928. — № 3. — С. 17.
- Окатов А. П. Коллоидная кремнекислота и её адсорбционные свойства. — Л.: Воен.-технич. акад. РККА им. т. Дзержинского (типо-лит. «Коллектив печатник»), 1928. — [3], 93 с.
- Окатов А. П. Качественный анализ. — Л.: Воен.-техн. акад. РККА им. т. Дзержинского, 1929 (типо-лит. «Сокол»). — 172 с.
- Окатов А. П. Химические источники тока [Текст]. — Л.-М.: Госхимиздат, 1948 (Ленинград : тип. им. Евг. Соколовой). — 346 с.
- Окатов А. П. Д. И. Менделеев — великий русский ученый. — М. : Знание, 1953. — 40 с. — (Всесоюзное общество по распространению политических и научных знаний. Серия 3 ; № 26).